# Louis Ehlert
Pour les articles homonymes, voir Ehlert.
Louis Ehlert est un compositeur et musicographe allemand né le 23 janvier 1825 à Königsberg et mort le 4 janvier 1884 à Wiesbaden.

## Biographie
Louis Ehlert naît le 23 janvier 1825 à Königsberg.
Il étudie à partir de 1845 au Conservatoire de Leipzig, où il est élève de Felix Mendelssohn et de Robert Schumann, puis à Vienne et à Berlin, où il vit entre 1850 et 1863, avant de se rendre en Italie, où il dirige notamment la Società Cherubini en 1869.
De 1869 à 1871, il est à Berlin professeur de piano à l'école de Carl Tausig pour pianistes avancés.
Louis Ehlert travaille ensuite à Meiningen puis à Wiesbaden, où il se consacre principalement à l'enseignement du piano.
Comme compositeur, il est l'auteur de nombreuses pièces pour piano, ainsi que d'une symphonie, Frühlingssinfonie, et d'un requiem, Requiem für ein Kind.
Comme musicographe, il est notamment l'auteur d'un recueil d'essais, Aus der Tonwelt (Berlin, 1877), publié en anglais sous le titre From the Tone World (New York, 1885), et de Briefe über Musik an eine Freundin (Berlin, 1859), également traduit en anglais, sous le titre Letters on Music to a Lady (Boston, 1870).
Louis Ehlert meurt le 4 janvier 1884 à Wiesbaden.